# Schönbach (Aubach)
Der Schönbach ist ein knapp 1 km langer, rechter Zufluss des Aubachs in Schönbach (Gemeinde Friesenhagen), Landkreis Altenkirchen, Rheinland-Pfalz.

## Geographie

### Verlauf
Der Schönbach entspringt in Rheinland-Pfalz unmittelbar an der Kreis- und Landesgrenze zum Oberbergischen Kreis bzw. Nordrhein-Westfalen auf etwa 395 m ü. NN und erreicht nach etwa 1 km Richtung Nordwesten die Mündung in den Aubach im Aubachtal auf etwa 357 m ü. NN.